# دیانا مارسینکویچا
 دیانا مارسینکویچا (انگلیسی: Diāna Marcinkēviča؛ زادهٔ ۳ اوت ۱۹۹۲) یک تنیس‌باز اهل لتونی است.